# أحمد عيسى (ممثل)
أحمد عيسى (20 سبتمبر 1957 -) ممثل بحريني.

## مسيرته
انطلق في ساحة الفن كممثل في سنوات الثمانينات، واشتهر على مستوى المحلي في البحرين في مسلسل سوالف أم هلال بدور ربيعة، وعـرفه الجمهور الخليجي من خلال دوره في مسرحية ليلة عرس رشدان، حيث قام بتأدية دور الرجل الضرير الاعمى بو فهد، بمشاركة الفنان طارق العلي ، بالإضافة إلى عدد من الأدوار والشخصيات الرائعة التي يقوم بادائها·

## أعماله

### في المسلسلات
- سوالف أم هلال.
- بن عقل.
- رحلة العجائب.
- بن عقل 2.
- ملفى الأياويد.
- عجايب زمان.
- سرور.
- سعدون.
- ليل البنادر.
- نيران.
- السديم.
- عويشه.
- هدوء وعواصف.
- دموع الرجال.
- جنون الليل.
- دروب.
- صور من الحياة.
- دروب.
- حظ يانصيب.
- القناص.
- أغصان طوبى
- سوالف طفاش.
- سوالف طفاش 2.
- على موتها أغني.
- سماء ثانية.
- وجع الإنتصار.
- شوية أمل.
- أكون أولا.
- .سوالف طفاش3
- حكايات ابن الحداد
- حكايات ابن الحداد
- عين الذيب

### في المسرحيات
- سوق المقاصيص
- ليلة عرس رشدان
- خال الكلفس

## وصلات خارجية
- أحمد عيسى على موقع قاعدة بيانات الأفلام العربية